# NGC 2857
NGC 2857 este o galaxie spirală situată în constelația Ursa Mare. A fost descoperită în 9 ianuarie 1856 de către R. J. Mitchell⁠(d). Se află la o distanță de 73 de megaparseci de Pământ.